# Ziua Bucovinei
Ziua Bucovinei  este o sărbătoare publică a României celebrată la fiecare 28 noiembrie care comemorează decizia Congresului General al Bucovinei de a uni regiunea Bucovina cu Regatul României din 28 noiembrie 1918.

## Context
Bucovina a aparținut principatului român Moldova până în 1775, când a devenit parte a Monarhiei Habsburgice. Abia în 1918, regiunea se va alătura României, dar în 1940, Bucovina de Nord, împreună cu Basarabia, a fost cedată cu forța Uniunii Sovietice.

## Propunerea de sărbătorire
Ziua a fost promulgată ca sărbătoare legală prin Legea 250/2015 de către Președintele României, Klaus Iohannis, la 28 octombrie 2015. Senatul României acceptase deja propunerea la 2 octombrie 2013, în timp ce Camera Deputaților a aprobat-o abia pe 7 octombrie 2015. Propunerea a fost inițiată de deputatul Alexandru Băișanu.

## Sărbătorirea
În timpul Zilei Bucovinei, autoritățile locale și instituțiile publice, cărora li se poate acorda un buget, pot să organizeze evenimente culturale și științifice.
Ziua este sărbătorită de autoritățile locale și de populația diferitelor orașe și sate, în cea mai mare parte din partea românească a Bucovinei, cum ar fi Rădăuți, Suceava, Putna, Vatra Dornei și Câmpulung Moldovenesc, dar și în Cernăuți, în Ucraina. Totuși, ziua este sărbătorită și în alte părți ale României; în 2019, orașul Bacău a organizat un eveniment cultural împreună cu etnicii români profesori și elevi români din nordul Bucovinei, partea ucraineană a teritoriului.
La 28 noiembrie 2019, prim-ministrul României Ludovic Orban a anunțat că va fi aprobat un proiect de peste 240 de milioane de euro pentru îmbunătățirea infrastructurii județului Suceava. Acesta a fost interpretat ca un „dar” din partea Guvernului României pentru Ziua Bucovinei.